# Dou Dan
Dou Dan (竇丹S, Dòu DānP; 20 gennaio 1993) è una pugile cinese.

## Palmarès
- Mondiali

Nuova Delhi 2018: oro nei pesi superleggeri.
Ulan-Udė 2019: oro nei pesi superleggeri.
- Campionati asiatici

Ho Chi Minh 2017: argento nei pesi superleggeri.
Bangkok 2019: oro nei pesi superleggeri.